# Alfons Takolander
Gustaf Adolf Alfons Takolander, född 28 april 1875 i Bromarv, död 16 februari 1935, var en finländsk skolman, kyrkohistoriker och psalmdiktare.
Takolander var filosofie doktor och chef för den finländska skolöverstyrelsens svenska avdelning. Han finns bland annat representerad i Den svenska psalmboken 1986 med två verk (nr 485 och 648) och i Finlands evangelisk-lutherska kyrkans svenska psalmbok med fyra originaltexter och en översättning.